# Комплекс видов Anopheles maculipennis
Комплекс видов Anopheles maculipennis — это группа видов-двойников, образованная при выделении из голарктического вида Anopheles maculipennis ряда новых видов.

## История описания комплекса
Изначально считалось, что вид Anopheles maculipennis обитает как в Палеарктике, так и Неарктике и имеет очень обширный ареал, охватывающий всю Европу, Средиземноморье, Северную и Среднюю Азию, часть Северной Америки. Впоследствии было выявлено, что в разных частях ареала этот вид характеризуется различной способностью переносить малярию, есть также вариации по поведению и окраске яиц. Цитогенетические исследования позволили выявить в Палеарктике 8 видов-двойников, скрывающихся под названием Anopheles maculipennis. Последующие молекулярные исследования позволили выявить ещё два вида в Палеарктике. Упоминается, что в составе «группы Anopheles maculipennis» насчитывается более 20 видов (в сумме, как в Палеарктике, так и в Северной Америке).

## Виды комплексаAnopheles maculipennis
В разных работах, посвящённых малярийным комарам Голарктики, в комплекс Anopheles maculipennis включаются разные кластеры видов. В наиболее широком смысле к комплексу An. maculipennis относятся представители групп maculipennis и punctipennis . Таким образом, структуру и видовой состав комплекса An. maculipennis можно представить в виде следующего списка:
Группа maculipennis
Подгруппа maculupennis, имеющая палеарктическое распространение:
- Anopheles atroparvus
- Anopheles labranchiae
- Anopheles martinius
- Anopheles sacharovi
- Anopheles maculipennis
- Anopheles melanoon (синоним — Anopheles subalpinus)
- Anopheles persiensis
- Anopheles messeae A (синоним — Anopheles daciae)
- Anopheles messeae B

Подгруппа freeborni, распространённая в Северной Америке :
- Anopheles freeborni
- Anopheles hermsi
- Anopheles occidentalis
- Anopheles earlei

Подгруппа quadrimaculatus:
- Anopheles diluvialis
- Anopheles inundatus
- Anopheles maverlius
- Anopheles quadrimaculatus
- Anopheles smaragdinus
- Anopheles beklemishevi

Виды группы maculipennis не относящиеся какой-либо из подгрупп:
- Anopheles atropos
- Anopheles aztecus
- Anopheles lewisi
- Anopheles walkeri

Группа punctipennis
- Anopheles perplexens
- Anopheles punctipennis

## Неоднозначности описания структуры комплекса
1. Часть авторов, исключают из состава комплекса подгруппу quadrimaculatus[9] и группу punctipennis. При этом, степень репродуктивной изоляции между An. freeborni (представителем комплекса Anopheles maculipennis) и An. quardimaculatus (без точного указания видовой принадлежности) меньше, чем между разными представителями подгруппы maculipennis , что позволяет усомниться в необходимости выделения комплекса Anopheles quadrimaculatus. Также возможно получение гибридных особей между представителями  группы punctipennis и An. freeborni [6]. По изменчивости генов рРНК, оба вида группы punctipennis оказываются внутри кластера видов подгруппы freeborni[9].
2. Палеарктический вид Anopheles beklemishevi по одной из последних классификаций относится к комплексу Anopheles quadrimaculatus[5]. Тем не менее, он очень сходен с представителями комплекса Anopheles maculipennis. По цитогенетическим данным этот вид является очень сходным с неоарктическим Anopheles earley[1]. В зависимости от выбранного алгоритма, при филогенетических построениях по ITS2 Anopheles beklemishevi кластеризуется или с неоарктическими или с палеарктическими представителями комплекса Anopheles maculipennis[7][10]. В связи с этим, Anopheles beklemishevi, как правило, рассматривается как член комплекса Anopheles maculipennis.
3. Anopheles messeae частью авторов рассматривается как один вид; есть различные варианты названия входящих в состав группы видов [8].

## Экологическое и паразитологическое значение
Личинки малярийных комаров развиваются в воде, плавают прилипнув к поверхностной плёнке. Отфильтровывают мелкие организмы, едят нитчатые водоросли, возможен каннибализм. В свою очередь, личинок малярийных комаров едят многие карповые рыбы. С целью борьбы с малярией в Европу, Среднюю Азию и Закавказье была интродуцирована рыбка гамбузия (сем. Poeciliidae), питающаяся личинками комаров, в том числе — и рода Anopheles. Питание имаго самцов и самок резко различается. Самцы питаются исключительно соком растений, самкам же для развития яиц необходима кровь. Способность переносить малярию у разных представителей комплекса Anopheles maculipennis различна. Она связана со степенью привязанности комаров к человеческому окружению, а также климатическими условиями в которых обитает каждый конкретный вид. Наиболее опасным, в отношении переноса малярии считается среднеазиатский вид комплекса — Anopheles sacharovi.